# Ga Byeollae
Ga Byeollae (Tiếng Hàn: 별내역, Hanja: 別內驛) là ga tàu điện ngầm trên Tuyến Gyeongchun và Tàu điện ngầm Seoul tuyến 8 ở Byeollae-dong, Namyangju-si, Gyeonggi-do. Tên ga phụ là Đại học Sahmyook

## Lịch sử
- 15 tháng 12 năm 2012: Bắt đầu hoạt động[1]
- Tháng 4 năm 2013: Hoàn thành xây dựng nhà ga
- 10 tháng 8 năm 2024: Trở thành ga trung chuyển với việc khai trương Tuyến Byeollae[2]

## Bố trí ga

### Tuyến Gyeongchun (2F)
| ↑ Galmae    |
| \| １       |
| Toegyewon ↓ |

| １ | ●Tuyến Gyeongchun | → Hướng đi Pyeongnae Hopyeong · Gapyeong · Chuncheon → |
| ２ | ●Tuyến Gyeongchun | ← Hướng đi Sinnae · Mangu · Sangbong                   |

### Tuyến số 8
| Bắt đầu·Kết thúc |
| \| N/B           |
| ↓ Dasan          |

| Hướng Bắc | ● Tuyến 8 | Kêt thúc tại ga này                        |
| Hướng Nam | ● Tuyến 8 | Hướng đi Guri · Cheonho · Jamsil · Moran → |

## Xung quanh nhà ga
| Lối ra \| 나가는 곳 \| Exit \| 出口 | Lối ra \| 나가는 곳 \| Exit \| 出口                                                                       |
| ----------------------------------- | --- |
| 2                                   | Trung tâm cộng đồng Byeollae-dong Hướng đi Sano-dong                                                      |
| 3                                   | Trường tiểu học Hanbyeol Hướng tới làng Mirinae Hướng đi Buramcheon                                       |
| 4                                   | Trung tâm phúc lợi hành chính Byeolnae Bưu điện Byeollae-dong Hướng về làng Byeolbit                      |
| 5                                   | Trung tâm quản lý nước thải và nước thải thành phố Namyangju Công viên Eoullim Hướng tới làng Byeolsarang |
| 6                                   | Trung tâm An toàn Byeollae 119                                                                            |
| 7                                   | Hướng tới khu vực Galmae                                                                                  |

## Hình ảnh

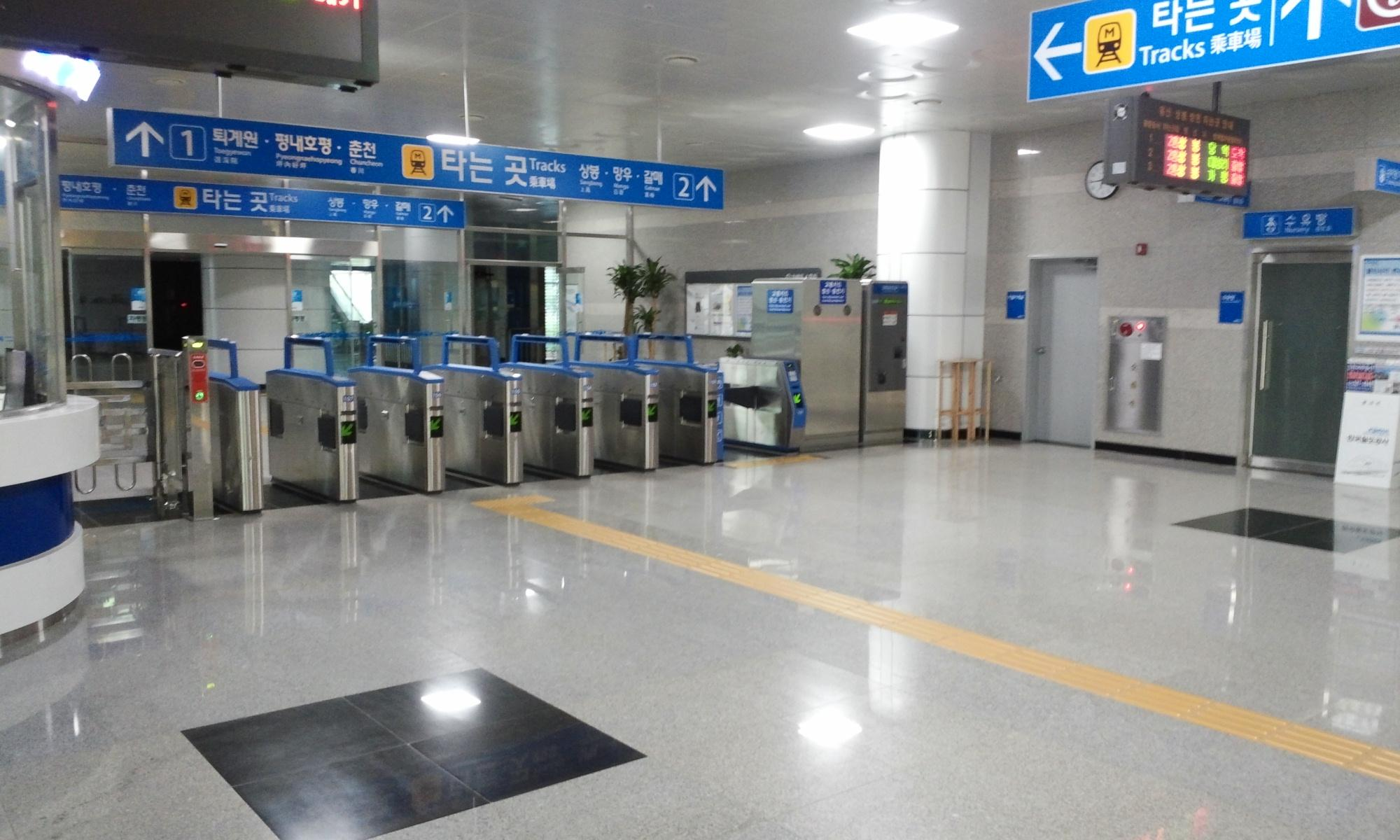
Cửa soát vé
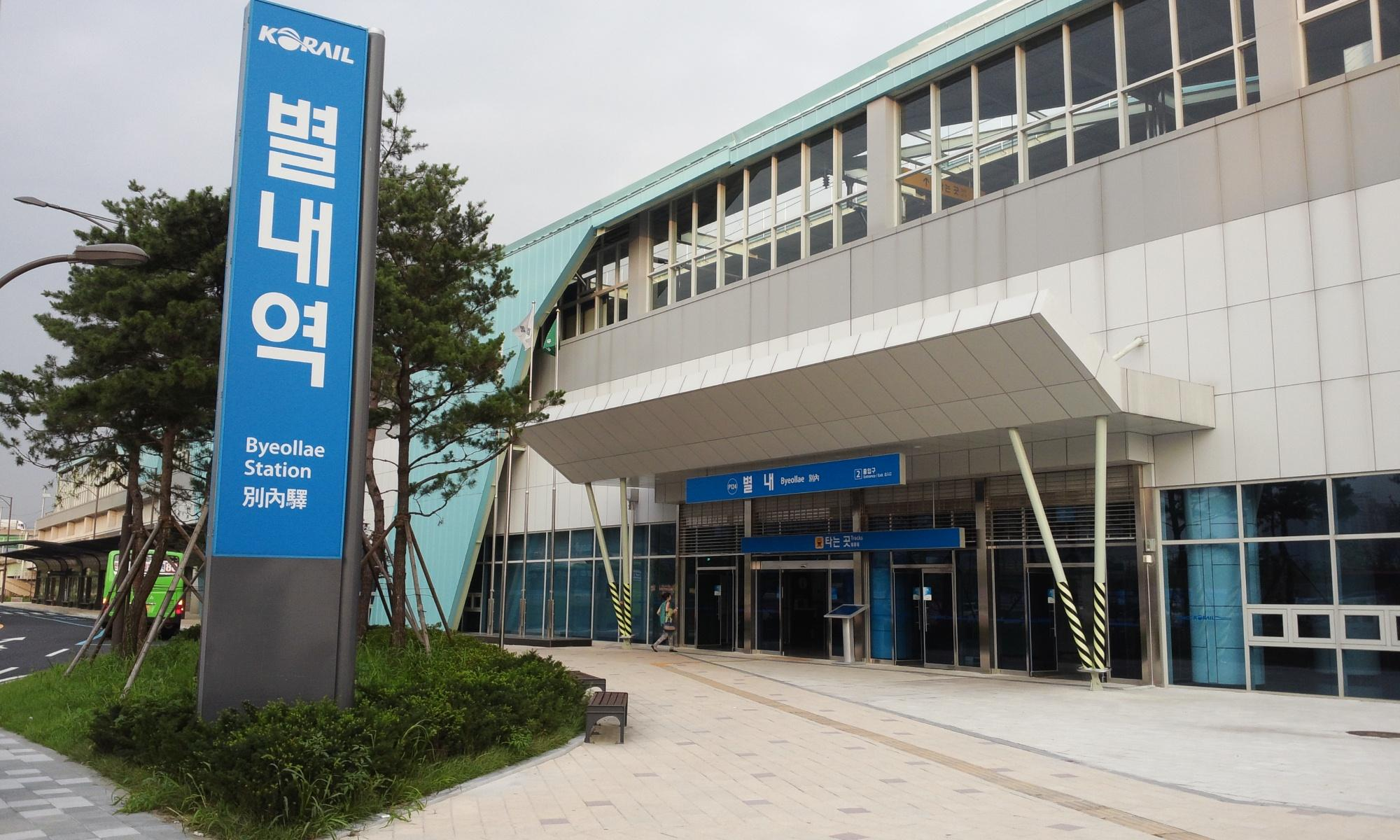
Lối vào 2 (Hướng khu đô thị mới Byeollae)
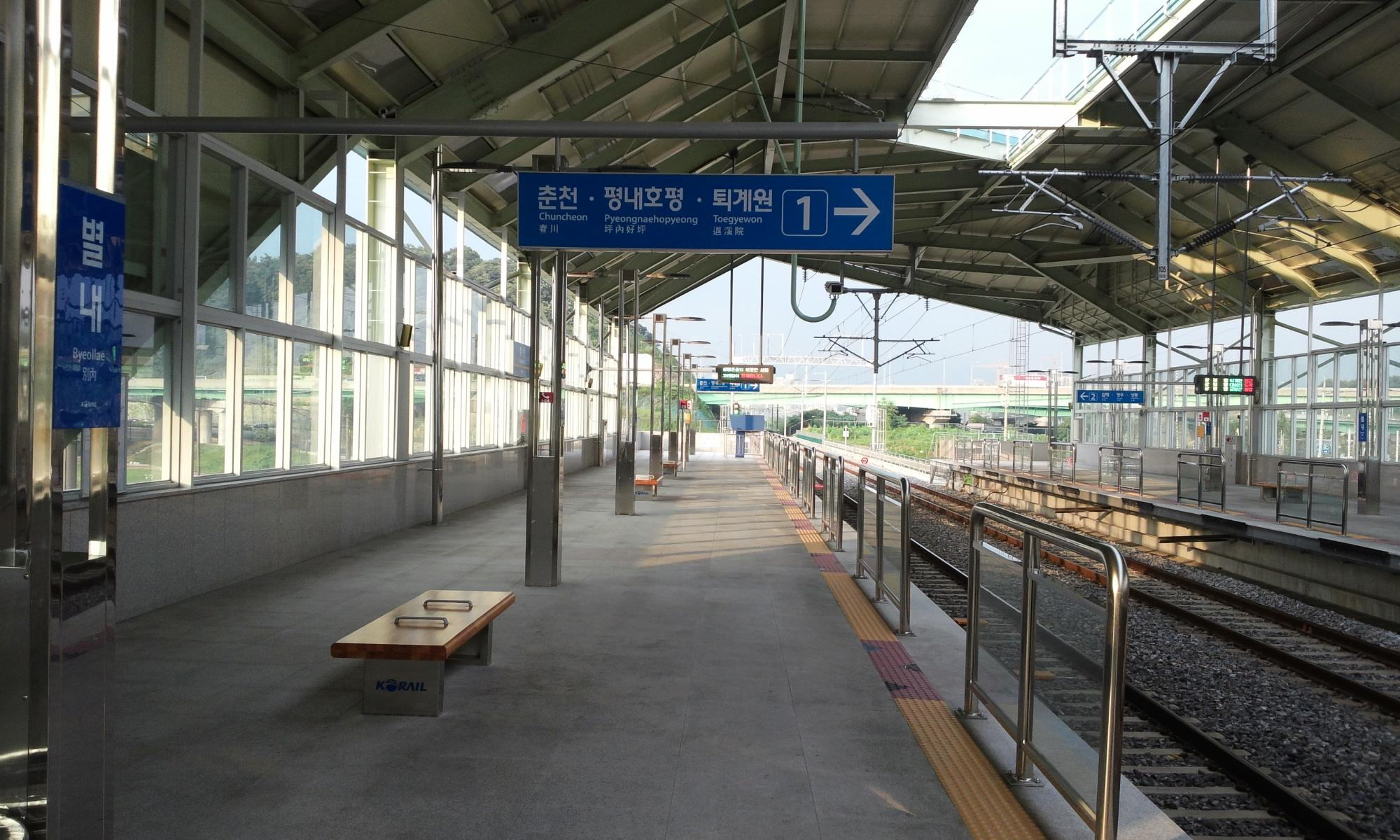
Sân ga (Trước khi lắp đặt cửa chắn)
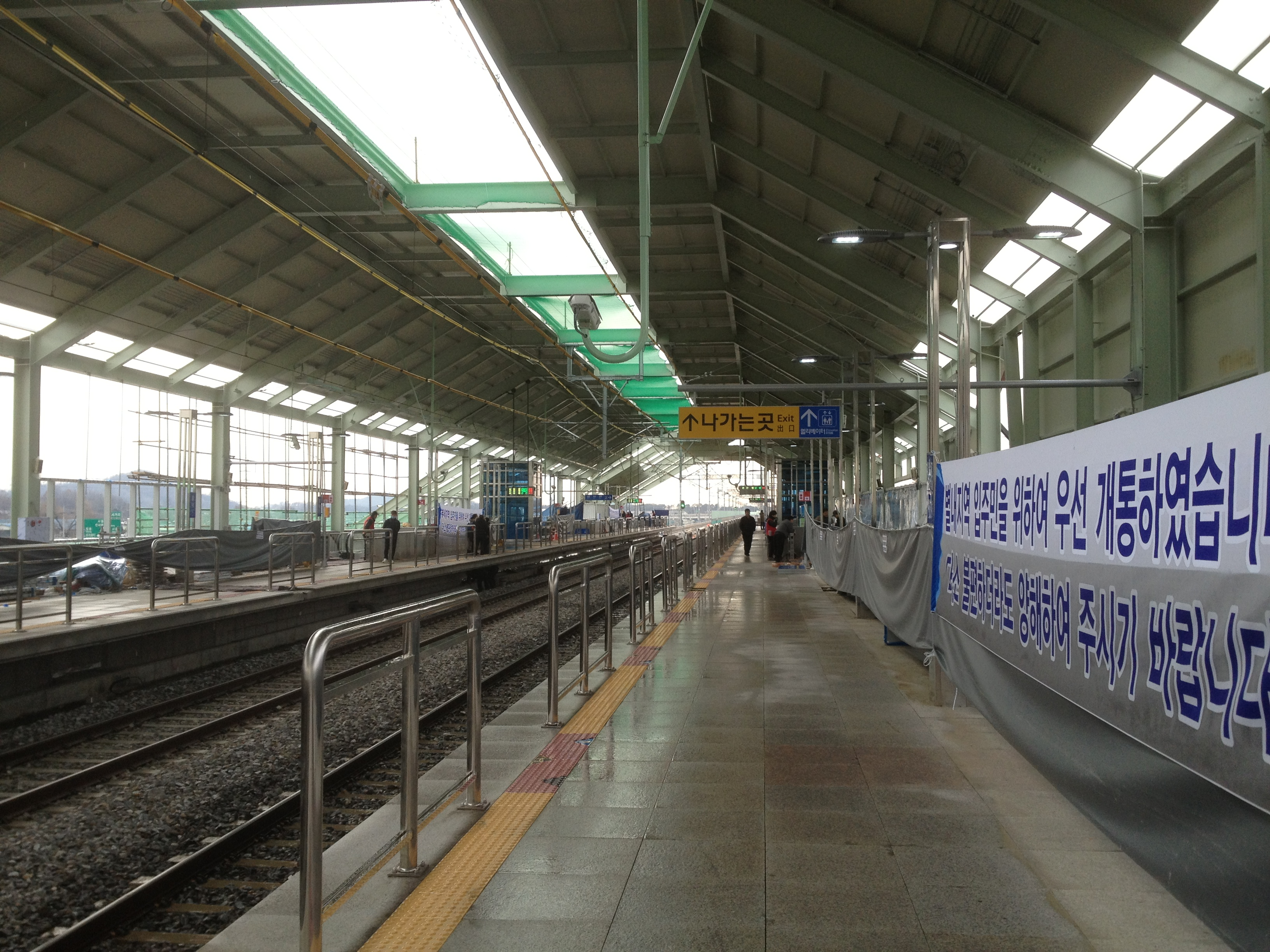
Sân ga tại thời điểm xây dựng (ngay sau khi khai trương ga Byeollae, trước khi lắp đặt cửa chắn)
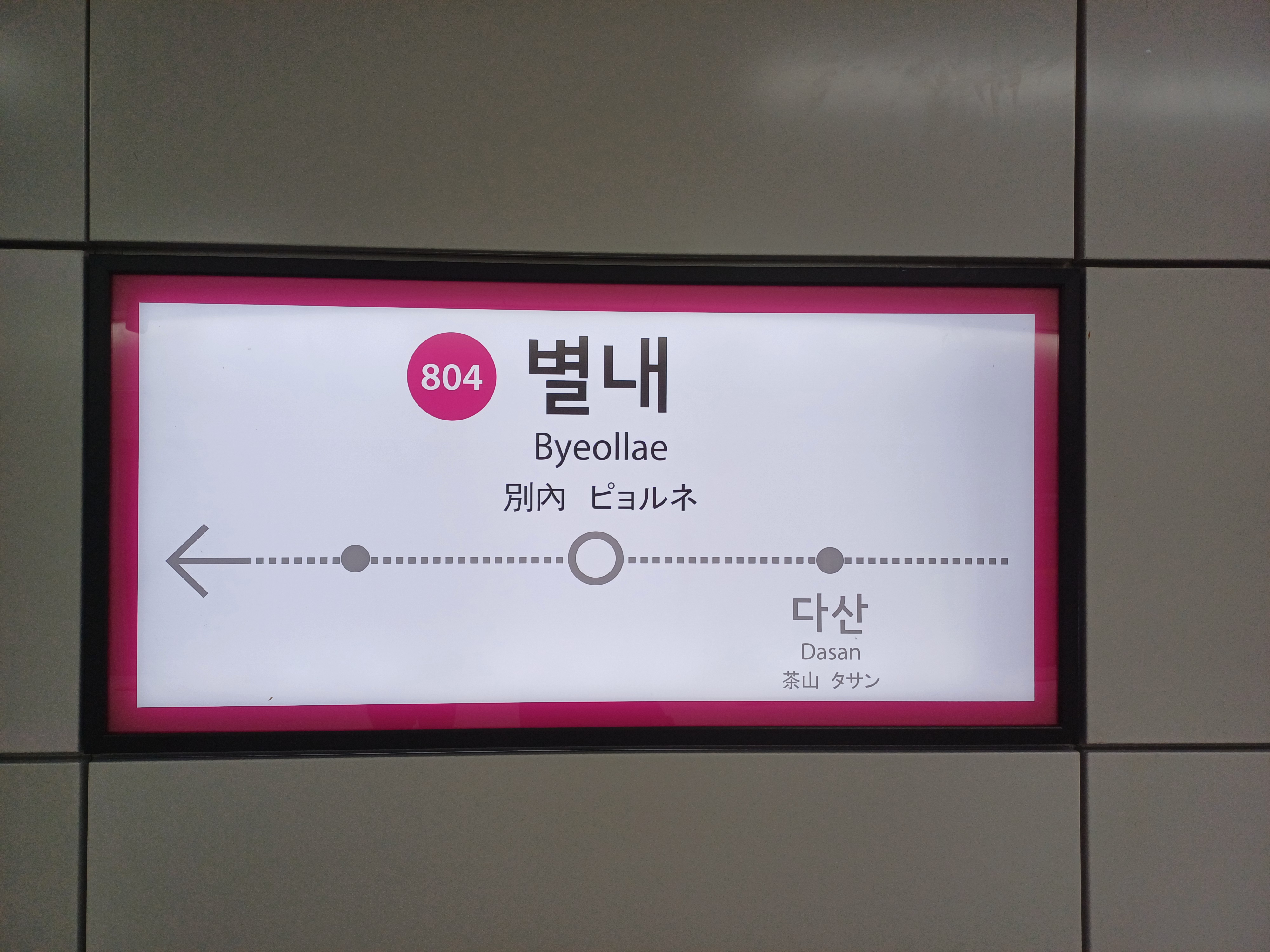
Bảng tên ga Tuyến 8
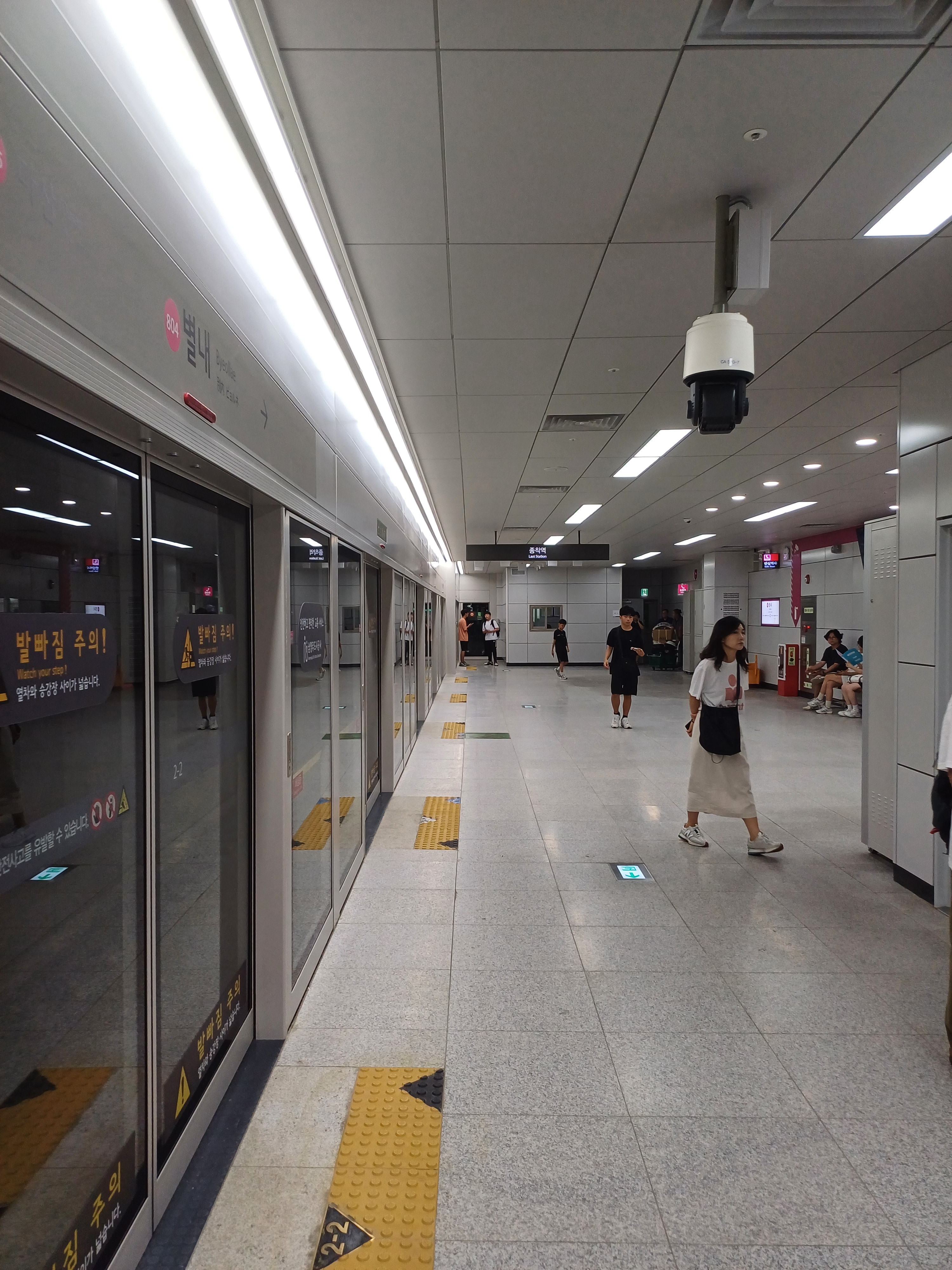
Sân ga Tuyến 8
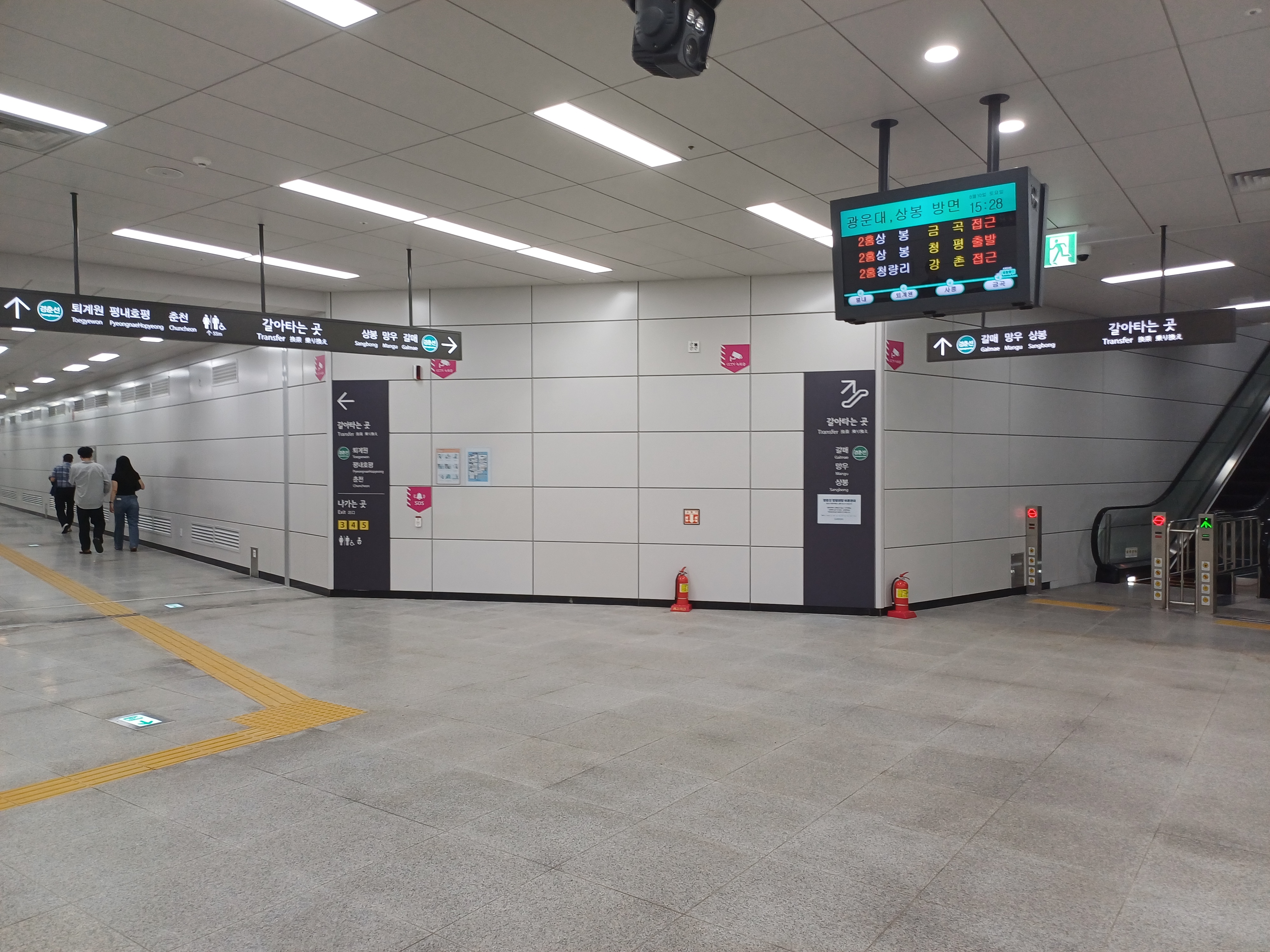
Lối đi trung chuyển